# 开放地理空间协会
开放地理空间协会（英語：Open Geospatial Consortium，缩写），又译为开放地理空间联盟，起源于1994年，是一个国际化的、自愿协商的标准化组织。在OGC，490个多个来自世界各地的商业组织、政府机构、非盈利组织和研究性机构在寻求共识的过程中合作，致力于发展和执行地理信息的开放式标准，规范地理空间的内容、服务，方便地理信息系统的数据处理、数据共享。

## 历史
OGC前身组织为OGF（the Open GRASS Foundation），创建于1992年。
在1994至2004年期间，该组织也曾用过“开放地理信息系统协会”（Open GIS Consortium）作为机构名。
开放地理空间协会(OGC)网站提供了OGC的详细历史记录。

## 标准
大多数OGC的标准都依赖于一个通用的体系结构，这个体系结构由一组共同称为抽象规范的文档中捕获而来，每个文档都描述了一个用于表示地理要素的基本数据模型。在这个抽象规范之上，OGC的会员们已经制定并将在未来继续发展更多的规格或标准，以满足对包括GIS在内的互操作定位、地理空间技术的特定需求。
OGC基础标准涵盖以下30多种标准：
CSW –网络目录服务：获取目录信息
GML –地理标记语言：为地理数据提供XML编码
GeoXACML –地理空间信息可扩展访问控制的标记语言（截至2009年还在标准化的过程中）
KML – Keyhole标记语言：是一种基于XML语法标准的标记语言。用于在现在的（或未来的）以网络为基础的二维地图或三维地球浏览器上显示地理数据观察与测量
OGC参考模型–一组完整的参考模型
OWS – OGC Web服务通用规范
SOS –传感器观测服务
SPS –传感器规划服务
SensorML –传感器模型语言
SFS–简单要素规范 - SQL
图层样式描述（SLD）
WCS –网络地理覆盖服务：提供对地理覆盖数据的接入、构造子集以及处理
WCPS –网络地理覆盖处理服务：为点对点栅格数据的处理和过滤提供一个光栅查询语言
WFS –网络要素服务：为检索或改变要素功能说
WMS –网络地图服务（WMS）:提供地图图像
WMTS –网络切片地图服务：提供地图切片图片
WPS –网络处理服务：远程处理服务
GeoSPARQL –地理SPARQL协议和RDF查询语言：为语义网络提供地理空间信息的表示与查询。
标准的设计最初是建立在HTTP网络服务框架上，以实现在网络为基础的系统上进行以信息为基础的交互。其间，随着SOAP协议和WSDL绑定方法的流行，标准的设计方法得到扩展。定义表征状态转移（REST）网络服务已经取得相当大的进展。

## 组织结构
1.	the Specification program规范项目
2.	the Interoperability Program互操作项目
3.	Outreach and Community Adoption扩展及团体接纳

## 合作
OGC与ISO/TC211（地理信息）有着密切的关系。自ISO 19100系列开始，由ISO协会发展的标准逐步取代了OGC抽象规范。此外，OGC标准的网络地图服务、GML、网络要素服务、观察与测量以及简单功能接入都已经成为ISO的标准。
OGC与超过20个国际标准协会合作，这些协会包括：万维网联盟（W3C），结构化信息标准促进组织（OASIS），工作流管理联盟（WfMC），以及Internet工程任务组IETF.

## 亚洲论坛高峰会
自2010年起，OGC每年在亚洲召开技术/规划委员会议（TC/PC Meetings）时，同步、同地、专为亚洲地区OGC会员与非会员举办交流分享会，即亚洲论坛高峰会。

## 参阅
- GIS軟件列表
- GIS软件比较
- OpenLayers
- 开源地理空间基金会